# Dietrich der Bedrängte

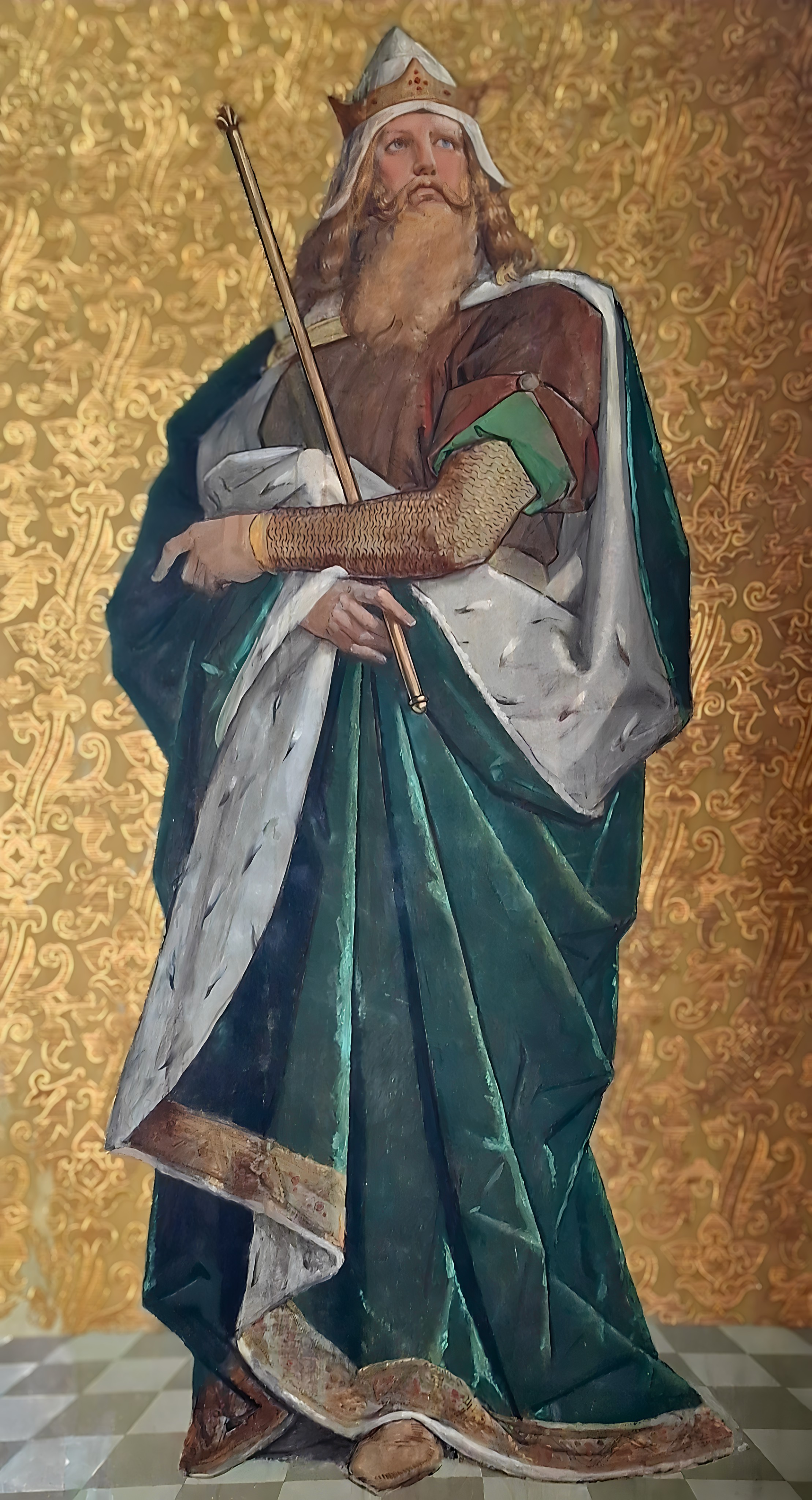
Dietrich der Bedrängte. Wandmalerei von Anton Dietrich (1833–1904) in der Albrechtsburg in Meißen.

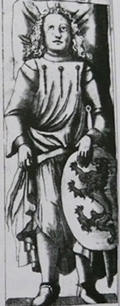
Dietrich I. von Meißen, Abbildung seiner Figurengrabplatte um 1692

Dietrich, genannt der Bedrängte (* 1162; † 18. Februar 1221), war ab 1198 Markgraf von Meißen und ab 1210 als Dietrich III. Markgraf der Lausitz.

## Leben
Er war der zweite Sohn des Markgrafen Ottos „des Reichen“ von Meißen und der Hedwig von Ballenstedt, Tochter des Markgrafen Albrecht I. von Brandenburg. Er gehörte somit dem Adelsgeschlecht der Wettiner an.
Seine Mutter hatte seinen Vater zu einer Änderung der Erbfolge entgegen den üblichen Gepflogenheiten überredet, wonach Dietrich Meißen und die Markgrafenwürde, sein älterer Bruder Albrecht der Stolze hingegen nur Ländereien um Weißenfels erhalten sollte. Albrecht rebellierte ab 1188 dagegen und zwang den Vater mit Waffengewalt, ihn als vorrangigen Erben anzuerkennen. Beim Tod des Vaters 1190 folgte ihm somit Albrecht als Markgraf von Meißen.
Dietrich fand Unterstützung beim Landgrafen Hermann I. von Thüringen, mit dessen minderjähriger Tochter Jutta er sich verlobte und mit dessen Hilfe er 1194 Weißenfels von seinem Bruder erkämpfte. Als sein Bruder Albrecht 1195 starb, belehnte Kaiser Heinrich VI. nicht Dietrich mit der Markgrafschaft Meißen, sondern zog die Mark mit ihren reichen Bergwerken als heimgefallenes Lehen ein. Dietrich schloss sich daraufhin, zusammen mit seinem Schwiegervater, dem Kreuzzug des Kaisers nach Palästina an, der beim überraschenden Tod des Kaisers 1197 abgebrochen wurde.
Nach seiner Rückkehr unterstützte Dietrich den neuen König Philipp von Schwaben im Thronstreit gegen den Gegenkönig Otto von Braunschweig und wurde zum Dank von diesem 1198 erneut mit der Mark Meißen belehnt. Seitdem stand Dietrich auf Philipps Seite und blieb auch nach dessen Ermordung, 1208, auf der Seite der Staufer.
1206 schlichtete er einen Streit zwischen dem Burggrafen von Dohna, der auf einem Gebiet, das der Bischof von Meißen beanspruchte, eine Burg namens Thorun erbaut hatte, und dem Bischof. Die dabei erstellte Urkunde erwähnt zum ersten Mal den Namen Dresden. Außerdem wird er mit den bis heute rätselhaften Anlagen von Schloss Osterland bei Oschatz und dem romanischen Vorgängerbau von Schloss Grillenburg im Tharandter Wald in Verbindung gebracht. Im Jahre 1210 wurde er nach dem Aussterben der dedonidischen Linie der Wettiner und nach Zahlung von 10.000 Mark Silber auf der Burg Landsberg im Auftrag Kaiser Ottos IV. mit der Ostmark/Lausitz belehnt.
Er förderte in seinen Territorien die Gründung und den Ausbau von Städten und verbesserte die Landesverwaltung durch Gliederung in Vogteien. Er führte Fehden gegen den meißnischen Adel und die Stadt Leipzig, die er in seinen Besitz einzugliedern versuchte. Nach fruchtloser Belagerung von Leipzig erkannte er 1216 deren Rechte an, konnte die Stadt aber im Folgejahr durch List dennoch einnehmen, ließ die Stadtmauern schleifen und zur Festigung seiner Herrschaft innerhalb derselben drei Burgen anlegen und mit Garnisonen versehen.
Markgraf Dietrich starb am 18. Februar 1221. Es wird spekuliert, ob ihn sein Leibarzt auf Anstiften der Leipziger oder des unzufriedenen Adels vergiftete.

## Ehe und Nachkommen

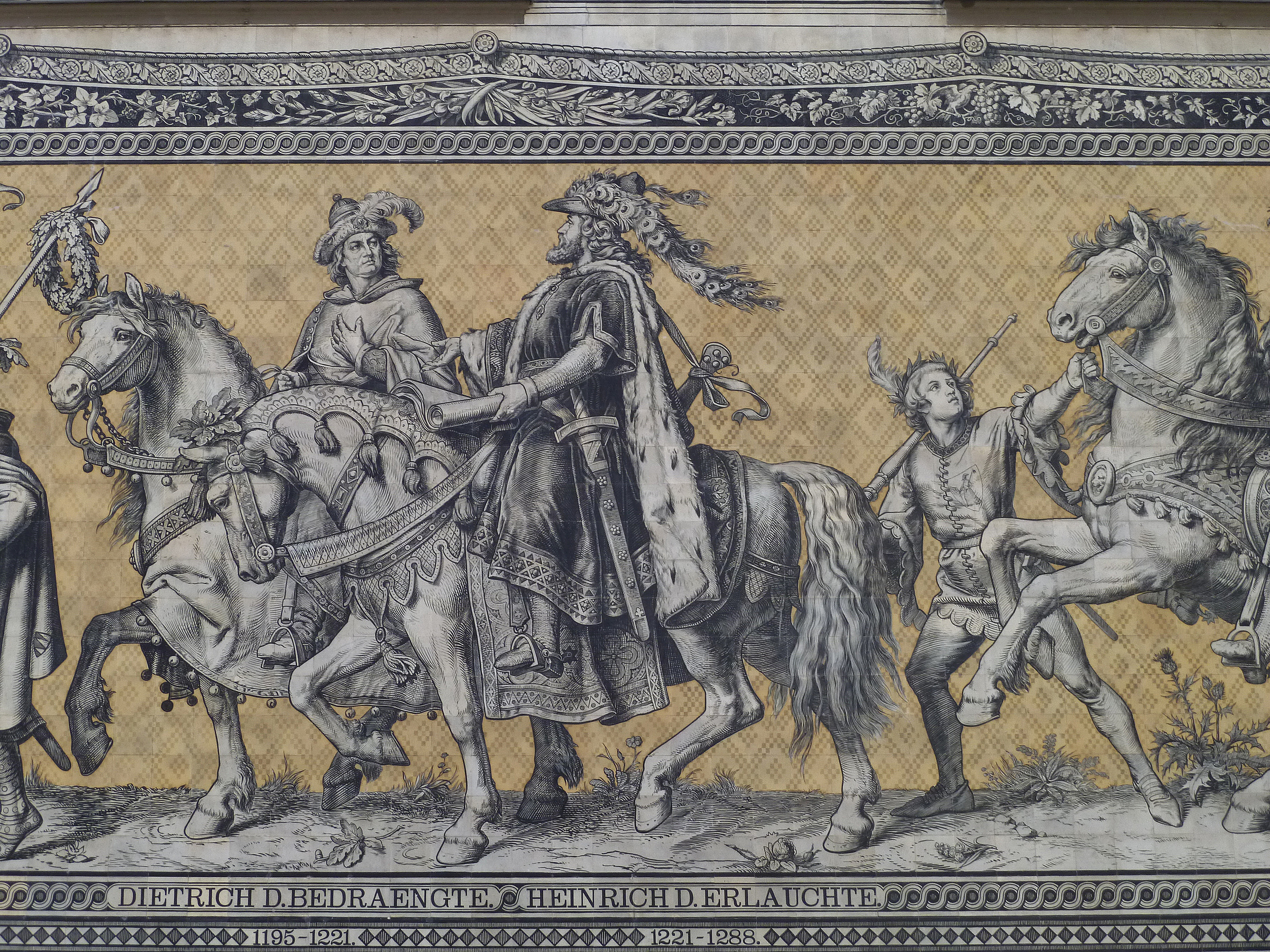
Dietrich der Bedrängte und Heinrich der Erlauchte; Fürstenzug, Dresden

Er heiratete Jutta von Thüringen (1184–1235), Tochter des Landgrafen Hermann I. von Thüringen. Einige seiner Kinder starben jung, acht Kinder Dietrichs lassen sich nachweisen:
1. Hedwig († 1249) ⚭ Graf Dietrich IV. von Kleve (* 1185; † 1260);
2. Otto († vor 1215);
3. Sophia († 1280) ⚭ Graf Heinrich von Henneberg-Schleusingen († 1262);
4. Konrad (illegitimer Sohn), Mönch im Kloster Petersberg in Erfurt;
5. Jutta;
6. Heinrich der Erlauchte (* um 1215; † 1288), 1221 Markgraf von Meißen und der Lausitz, 1247 auch Pfalzgraf von Sachsen und Landgraf von Thüringen;
7. Dietrich (illegitimer Sohn, * um 1190; † 1272), Bischof von Naumburg;
8. Heinrich (illegitimer Sohn, † 1259), Dompropst in Meißen.

## Grablege
Dietrich der Bedrängte starb im Jahr 1221 und wurde im Hauskloster der Wettiner in Altzella beigesetzt. Heute findet sich seine Grabplatte wieder im Chor, neben jenen für Otto den Reichen und seine Gemahlin, die Klosterstifterin Hedwig.
Im Jahr 1288 wurde auch Dietrichs Sohn Heinrich der Erlauchte hier beigesetzt. Heinrich der Erlauchte kann als Auftraggeber des Grabplattenzyklus in Altzella vermutet werden, da die Monumente der Stifter und Vorfahren in seine Zeit datiert werden können.